# 文化英雄
文化英雄（culture hero），是以火、作物栽培法等有意義的發明或發現，促成人類世界文化秩序的傳說人物，或甚至是動物。
文化英雄也通常民族、部族的始祖或圖騰崇拜等重要位置相關。但文化英雄與至高的神或創世神不同、而是在既存世界上、創造特定文化要素或設定秩序的一個存在象徵。文化英雄之中、也有以喜愛惡作劇的頑童神靈的形式存在的例子。
例如：玻里尼西亞神話的毛伊，有過無數的冒險，除了將火傳予人類，也發明許多主要的技術，而他也有許多惡作劇及反社會的行動。他身為異常出生的半神半人，屢次在天、地上、地下界滯留，不斷在眾神與人間來回活動。也就是說，他使文化英雄成了模糊的角色，給了它一個頑童般的位置，即是只要是從異界為人類帶來所缺乏之物，便可視作一文化英雄。
印第安的神話中的郊狼等特定動物也是同時擁有文化英雄與頑童兩面性質的一個代表，同時占有秩序與破壞、文化與自然媒介者的位置。

## 文化英雄在神话中的角色

### 文化英雄的历史
“文化英雄”这一术语由历史学家库尔特·布雷西格（Kurt Breysig）首创，他使用了德语词汇“heilbringer”，意为“救世主”。随着时间的推移，“文化英雄”这一概念被赋予了多种不同的解释。布雷西格、保罗·艾伦莱希（Paul Ehrenreich）和威廉·施密特（Wilhelm Schmidt）等早期学者认为，文化英雄的旅程是人类试图理解自然现象的一种方式，例如太阳的升起和落下，或星星和星座的运动。然而，随着时间的推移，这些解释被后来学者，如赫尔曼·鲍曼（Hermann Baumann）、阿道夫·E·延森（Adolf E. Jensen）、米尔恰·伊利亚德（Mircea Eliade）、奥托·泽里斯（Otto Zerries）、拉斐尔·佩塔佐尼（Raffaele Pettazzoni）和哈里·特格奈乌斯（Harry Tegnaeus）等人所取代。这些学者基于更多的民族学数据，对文化英雄的概念进行了新的诠释，形成了现代的文化英雄概念。

### 文化英雄的创造
文化英雄能够在生活中完成不可思议的任务，因为他们与普通人不同。通常，文化英雄的力量源自他们的出生，而这一事件往往不是按常规发生的。当他们的母亲怀孕时，通常不是由丈夫所为，而是由于风，或者一滴水。新生的文化英雄要么是非常强大的婴儿，要么是已经成年的男子，这一特质突显了他们的非凡本质。

### 文化英雄的特征
文化英雄通常会展开一段冒险旅程（通常称为英雄之旅），这段旅程通常涉及以下内容之一：
- 从危险的怪物手中拯救人类
- 塑造世界（如河流、山脉等）
- 创造人与动物之间的区别
- 使人类的经济生活成为可能（教导人类）
- 确立死亡的起源

由于文化英雄通常具有变形能力，他们经常能在人与动物之间转换形态。典型的文化英雄通常既拥有令人钦佩的品质，也有令人厌恶的特质，而正是这种品质的组合往往促使他们踏上伟大的旅程。有些文化英雄是狡猾的诡计者，虽然他们的行为可能自私，但最终却无意中造福了人类。

### 文化英雄的消失
文化英雄在完成他们的任务后，通常会消失。在许多故事中，英雄会回归其起源，并且他的死亡地点通常会被标记为一块石头、一棵树或一片水域。文化英雄生命的终结通常会导致其他事物的产生，例如河流、星座、食物、动物、月亮和太阳。对于许多人来说，文化英雄是对日常生活中发生的许多事情的因果解释。

### 例子
在许多美洲原住民的神话和信仰中，土狼精灵从神（或星星或太阳）那里偷取火焰，更多地被视为一个诡计者，而不是文化英雄。来自美国东南部的原住民通常将兔子视为诡计者或文化英雄，而太平洋西北部的原住民故事中则常常出现乌鸦的角色：在某些故事中，乌鸦从他的叔叔海狸那里偷取火焰，最终将火焰给予人类。在希腊神话中，普罗米修斯扮演了类似的角色。西非的诡计者蜘蛛阿南西也很常见。在北欧神话中，奥丁从巨人国（Jötunheim）偷取诗之蜜酒，并被认为是发现符文的功臣。

## 中国神话传说中的主要的文化英雄
仓颉
是黄帝的臣子，发明了文字。
嫘祖
黄帝之正妃，发明并教导人民养蚕。
伶伦
是黄帝的臣子，发明了音律。
神农
三皇之一，发明了耒耜，并教导人民耕种。他还遍尝百草，首创用天然草药来治疗疾病。
大禹
首创以疏导的方法治水，并以此功绩受禅帝位，建立了中国第一个朝代夏朝。标志着华夏族以成功地进行黄河水利工程，联合了周围的部族形成联盟，并向国家过渡。

## 其他古代文明传说中的主要的文化英雄
普羅米修斯
以神話中登場的文化英雄而廠為人知的，是希臘神話普羅米修斯。他違背了宙斯，將火與穀物帶給人類。被他所做所為激怒的宙斯，將他禁錮於高加索山的山頂，並使巨鷹食其肝臟。
魁札爾科亞特爾
在中美俱有強大勢力的羽蛇神魁札爾科亞特爾亦是著名的文化英雄。他不僅是阿茲特克神話主要的神、人類的創造神、也是將火、農耕、文化、藝能等必需技能授予人類的神。
蛇
舊約聖經創世記中誘導夏娃與亞當吃下知善惡樹的果實，傳予人類知善惡能力的角色。
Grigori
舊約聖經偽經『以諾書』中墮天使的一員。也稱作Egrigori。傳予了人類禁忌的知識。
万奈摩宁
在芬蘭的民俗傳承及卡勒瓦拉佔有重要位置。
奧丁
在北歐神話中發現了盧恩字母。
伊克托米
美洲原住民拉科塔族傳說中的蜘蛛變形者。
阿南西
西非地區和加勒比海地區廣泛流傳的蜘蛛變形者。
毛伊
玻里尼西亞神話中的英雄，有著偷取火焰、延長白天、用魚鉤拉起島嶼等事蹟。